# Minot (Maine)
Minot város az Amerikai Egyesült Államok Maine államában, Androscoggin megyében. Lakosainak száma 2766 fő (2020. április 1.).

## Népesség
A település népességének változása:

| 2010 | 2 607 |
| 2020 | 2 766 |